# Королівський завод стрілецької зброї

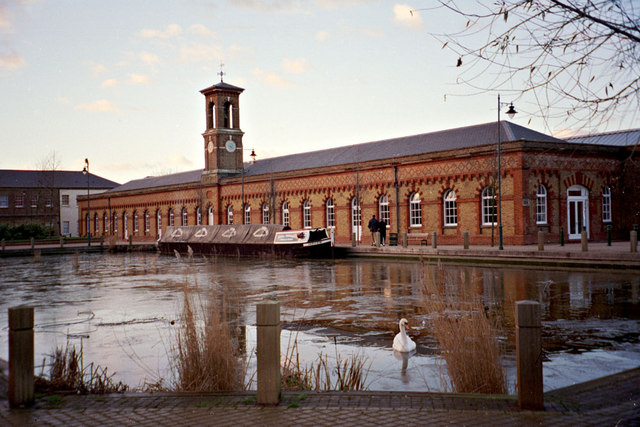
Вид на майстерні зі сторони басейну, листопад 2007

Royal Small Arms Factory (RSAF — Королівський завод стрілецької зброї) був британським державним підприємством з виготовлення зброї у Енфілді у місцині яка відома під назвою Lea Valley. Завод випускав британській військові гвинтівки, мушкети та мечі з 1816. Він був закритий у 1988, але деякі напрями його діяльності було переведено до інших місць.

## Історія

### Створення
Завод було розташовано у Енфілд Лок на маршистому острові на річці Лі. Його побудували за наказом Ради озброєнь наприкінці Наполеонівських воєн. Землю було придбано у 1812, а завод зведено у 1816. Місцина мала доступ до води, що дало змогу використовувати воду як рушій для тогочасної техніки, а також річкою доправляли матеріали на завод і зброю з нього. Також було придбано сусідні угіддя для закриття території і випробування боєприпасів. Завод було розташовано на східному боці Лі, у графстві Ессекс прихід Уолтхем Еббі, селище Сівардстон. Русло річки було змінено під час існування заводу, а частина ділянки потім відійшла приходу Енфілд. Місцеві зміни межі SI 1993/1141 після закриття заводу віднесли місцину з Еппінг Форест (район) до Енфілду (боро).
Початкові плани капітана Джона Бі включали три млини. Пізніше, інженер Джон Ренні рекомендував побудувати судноплавний канал. Було побудовано канал, а також один млин з двома водяними колесами.
У 1816 сюди було переведено виробництво стволів з Левішама; а 1818 — виробництво рушничних замків, що призвело до закриття заводу у Левішамі. Виробництво мечів було відкрито у 1823.

### Кримська війна
У 1831 завод опинився на межі закриття і залишався досить скромний за розмірами до Кримської війни 1853—1856, яка призвела до значного збільшення виробництва.
У 1856 було створено механічний цех на зразок американського безперервного виробництва, з використання американської техніки з паровими двигунами. Цех було розроблено Джоном Андерсоном і побудовано королівським інженерами. Виробництво зросло до 1000, а у 1860 до 1744 гвинтівок за тиждень.
У 1866 водяний млин було замінено парою. Загальна кількість парових двигунів зросла до 16; а у 1887 на заводі було 2400 робітників.
У 1889 було розпочато випуск нової гвинтівки розробки Джеймса Періса Лі. У 1895 році з'явилася відома гвинтівка Lee–Enfield.

### Двадцяте століття
Під час Першої світової війни завод знову збільшився; а також нове збільшення відбулося під час Другої світової війни. Два інших Королівських військових заводи також випускали, під час Другої світової війни, гвинтівки розроблені на заводі RSAF Енфілд, що збільшило випуск зброї у районах до яких не долітали німецькі бомбардувальники: ROF Fazakerley та ROF Maltby. Обидва з них були вже давно закриті на той час.
Після Другої світової війни почався спад виробництва і у 1963 році частина виробництва була закрита.
У 1984 Королівський завод стрілецької зброї було приватизовано разом з іншими Королівськими військовими заводами і він став частиною Royal Ordnance Plc; а пізніше був придбаний British Aerospace (BAe). Вони закрили виробництво у 1988.

## Значення RSAF Enfield
Завод було створено через погану якість і високу ціну британської зброї часів Наполеонівських війн. У той час зброю у Британії випускали багато незалежних виробників які розташовувалися у Збройному кварталі у Бірмінгемі. Ці виробники об'єдналися у Бірмінгемську компанію з виробництва стрілецької зброї. Завод у Енфілді повинен був покращити якість зброї і зменшити її вартість.

## Зброя розроблена/випущена на заводі у Енфілді
Майже на всій зброї яку розробив або випустив Королівський завод стрілецької зброї є слово Enfield або літери з назви EN;

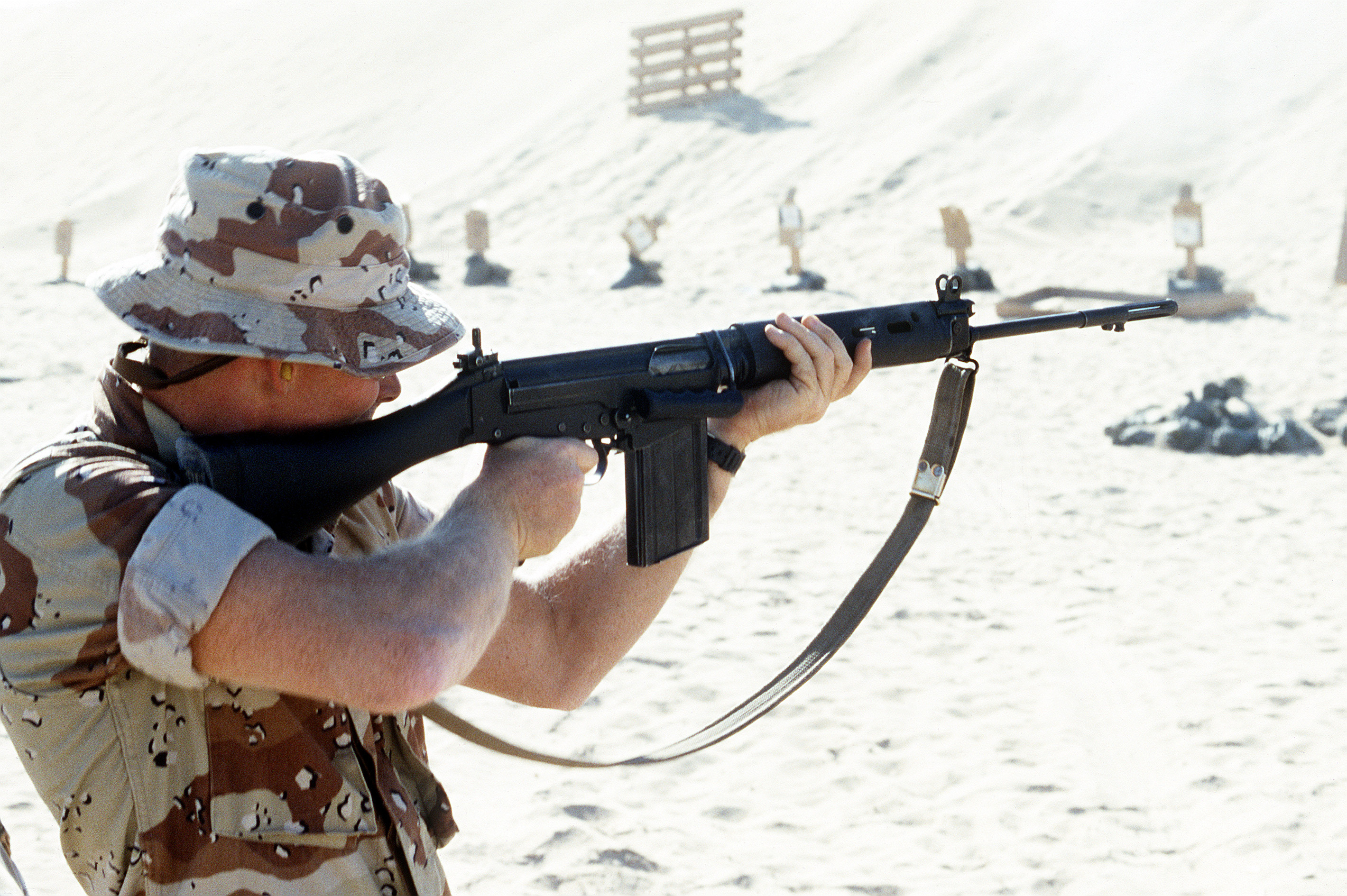
Морпіх США стріляє зі штурмової гвинтівки L1A1

- Гвинтівка-мушкет Enfield Pattern 1853 який використовував кулю Міньє.
- Гвинтівка Snider–Enfield: казнозарядна версія 1866  гвинтівки 1853 Enfield.
- Гвинтівка Martini–Henry: казнозарядна гвинтівка з хитним затвором, вироблялася з 1871—1891.
- Револьвер Enfield: стандартна ручна зброя, дві основні версії з 1880 до 1957.
- Martini–Enfield: переробка гвинтівки Martini–Henry під калібр .303, з 1895.
- Гвинтівка Lee–Enfield — з ковзним затвором Лі. Існувало 13 варіантів з 1894 до 1957.
- Гвинтівка Pattern 1914 Enfield: створений на заміну гвинтівки Lee–Enfield, використовувалася снайперами під час Першої світової війни.
- Bren (Brno + Enfield), .303 легкий кулемет 1935.
- Sten (Shepherd, Turpin + Enfield) 9 мм пістолет-кулемет з 1941 по 1953
- Polsten дешева версія 20 mm Oerlikon (розробка двох польських розробників + Sten (= Shepherd, Turpin + Enfield)), з 1944.
- Taden gun: .280 калібру експериментальний кулемет, 1951.
- EM-1: .280 калібр експериментальна штурмова гвинтівка за схемою булпап, 1951.
- EM-2: .280 калібр експериментальна штурмова гвинтівка за схемою булпап, 1951.
- Гармата ADEN (Armament Development Establishment + Enfield): 30 мм авіаційна револьверна гармата, прийнята на озброєння у 1954.
- L1A1 SLR, британська переробка FN FAL під калібр 7.62 мм, з 1954.
- L42A1, перероблена під новий набій снайперська гвинтівка Lee–Enfield Rifle No 4 калібру 7.62 мм; прийнята на озброєння 1970.
- Гармата RARDEN, (Royal Armament Research and Development Establishment + Enfield): 30 мм автоматична гармата для легкої бронетехніки, прийнята на озброєння у 1971.
- SA80 (L85) штурмова гвинтівка, з 1987.

Завод відомий своєю Pattern Room яка являє собою колекцію усієї зброї яку випустив RSAF Enfield. Після закриття колекцію перевезли до ROF Nottingham; який відтоді закрито. Зараз колекція зберігається у Royal Armouries Museum, Лідс.

## Закриття і повторне використання місця

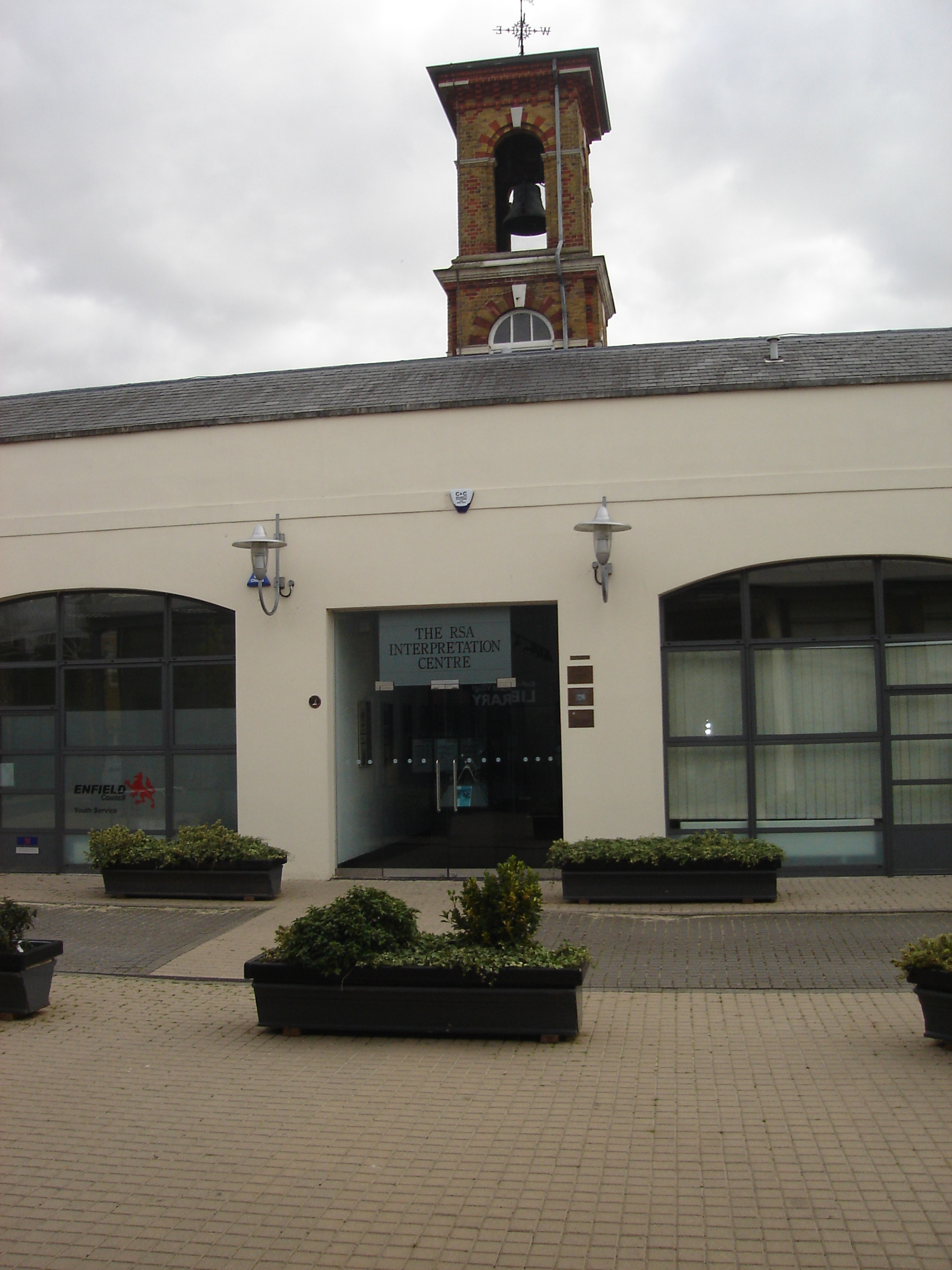
Центральний вхід

Через місцеві зміни кордонів більша частина місцини зараз відноситься до Енфілд (боро). Отримання необхідних дозволів на перепланування роблять цю місцину привабливою для нових власників.
Закриття було анонсовано 12 серпня 1987, одразу після приватизації Royal Ordnance, а виробництво було закрито у 1988; верстати було продано з аукціону у листопаді 1988. BAe створило спільне підприємство з компанією Trafalgar House для відновлення території.
Велика частина  території зараз зайнята великим житловим будівництвом під назвою Енфілд Айленд Вілледж. Оригінальний фронтон механічного цеху і задня частина конструкції була збережена і перетворена на майстерні і роздрібні підрозділи Enfield Enterprise Agency, використовуючи фінансування від Європейського союзу (ERDF). Залишилася також будівля центру інтерпритації, яку можна відвідати за попередньої домовленості.
Паб The Rifles відомий як Royal Small Arms Tavern був придбаний урядом під час Першої світової війни. Він був закритий і 2004 після великої пожежі. Будівля стоїть і досі частково зруйнована (2015)

## Громада
У 1895 громада мала власну школу (зруйновано), церкву (зруйновано у 1920-х), поліційний відділок—з трьома сержантами і п'ятьма констеблями у 1902—і власну пожежну бригаду яка складалася з одного професійного пожежника і 32 добровольців. Житлові умови середини 19-го століття у цій місцині були погані. Уряд побудував коттеджне містечко для робочих між двома водотоками. Було відкрито декілька пабів поряд з комплексом у тому числі The Royal Small Arms Tavern яку перейменували на Rifles наприкінці 20-го століття, The Greyhound, Ordnance Arms та The Plough, до тепер зберігся лише Greyhound (2009), а за харчування в межах заводу відповідала пивоварня Truman & Hanbury.